# Ramona Portwich
Ramona Portwich (Rostock, RDA, 5 de enero de 1967) es una deportista alemana que compitió en piragüismo en las modalidades de aguas tranquilas y maratón. Hasta 1990 representó a Alemania Oriental (RDA).

## Palmarés internacional

### Piragüismo en aguas tranquilas
Participó en tres Juegos Olímpicos de Verano entre los años 1988 y 1996, obteniendo un total de cinco medallas, tres de oro y dos de plata. Ganó dieciséis medallas en el Campeonato Mundial de Piragüismo entre los años 1987 y 1995.
| Representando a la RDA   |                           |                   |           |
| Juegos Olímpicos         |                           |                   |           |
| Año                      | Lugar                     | Medalla           | Evento    |
| 1988                     | Seúl (Corea del Sur)      | Medalla de oro    | K4 500 m  |
| Campeonato Mundial       |                           |                   |           |
| Año                      | Lugar                     | Medalla           | Evento    |
| 1987                     | Duisburgo (RFA)           | Medalla de oro    | K4 500 m  |
| 1989                     | Plovdiv (Bulgaria)        | Medalla de oro    | K2 5000 m |
| 1990                     | Poznań (Polonia)          | Medalla de oro    | K2 500 m  |
| 1990                     | Poznań (Polonia)          | Medalla de oro    | K2 5000 m |
| 1990                     | Poznań (Polonia)          | Medalla de oro    | K4 500 m  |
| Representando a Alemania |                           |                   |           |
| Juegos Olímpicos         |                           |                   |           |
| Año                      | Lugar                     | Medalla           | Evento    |
| 1992                     | Barcelona (España)        | Medalla de oro    | K2 500 m  |
| 1992                     | Barcelona (España)        | Medalla de plata  | K4 500 m  |
| 1996                     | Atlanta (Estados Unidos)  | Medalla de plata  | K2 500 m  |
| 1996                     | Atlanta (Estados Unidos)  | Medalla de oro    | K4 500 m  |
| Campeonato Mundial       |                           |                   |           |
| Año                      | Lugar                     | Medalla           | Evento    |
| 1991                     | París (Francia)           | Medalla de oro    | K2 500 m  |
| 1991                     | París (Francia)           | Medalla de oro    | K2 5000 m |
| 1991                     | París (Francia)           | Medalla de oro    | K4 500 m  |
| 1993                     | Copenhague (Dinamarca)    | Medalla de bronce | K2 500 m  |
| 1993                     | Copenhague (Dinamarca)    | Medalla de oro    | K2 5000 m |
| 1993                     | Copenhague (Dinamarca)    | Medalla de oro    | K4 500 m  |
| 1994                     | Ciudad de México (México) | Medalla de plata  | K4 200 m  |
| 1994                     | Ciudad de México (México) | Medalla de oro    | K4 500 m  |
| 1995                     | Duisburgo (Alemania)      | Medalla de oro    | K2 500 m  |
| 1995                     | Duisburgo (Alemania)      | Medalla de plata  | K4 200 m  |
| 1995                     | Duisburgo (Alemania)      | Medalla de oro    | K4 500 m  |

### Piragüismo en maratón
En la modalidad de maratón, obtuvo una medalla de plata en el Campeonato Mundial de Piragüismo en Maratón de 1996.
| Representando a Alemania |                  |                  |        |
| Campeonato Mundial       |                  |                  |        |
| Año                      | Lugar            | Medalla          | Evento |
| 1996                     | Vaxholm (Suecia) | Medalla de plata | K2     |